# Пьяцца Навона
Пья́цца Наво́на (итал. Piazza Navona) — римская площадь в форме вытянутого с юга на север прямоугольника, устроенная на месте стадиона Домициана (I в.).
С XV века по 1869 г. место нахождения городского рынка. Застраивалась в XVII веке в стиле барокко.
На площадь выходят две церкви, включая церковь св. Агнессы. Ее строили в 1652—1672 годах архитекторы Джироламо и Карло Райнальди, Франческо Борромини, Джан Лоренцо Бернини, а также несколько дворцов, включая палаццо Памфили (строился для Иннокентия X в 1644—1650-х годах, фрески Пьетро да Кортоны; ныне посольство Бразилии).

## История
Агоны (по-гречески «состязание») проходили на стадионе до IV века. От этого слова и пошло название площади — Навона: в Средневековье — campus agonis или in agone, затем — n’agone и окончательно — navone/navona.
В Средневековье площадь также была известна под названием цирк Александра Севера, Ordo Romano и Mirabilia (XII—XIII века) упоминают театр или цирк Александра. В многочисленных средневековых документах встречается название — Campus agonis или agon (старейший документ — императора Оттона III):72.

### Античность
Гай Юлий Цезарь построил в честь празднеств по поводу освящения своего форума (форум Цезаря) в 46 г. до н. э. на Марсовом поле первый (временный) стадион для соревнований атлетов. Затем при императоре Домициане в 85 г. он был расширен. Стадион длиной 275 м и шириной 106 м вмещал в себя 10 600 человек (по иным данным до 15 тысяч зрителей). Стадион Домициана был выстроен в форме удлиненной подковы с закруглением с северной стороны, стартом и финишем у южной, прямой стороны. Массивное строение было выполнено из кирпича и известняка. Два основных входа располагались по боковым сторонам. На стадионе проводились соревнования по бегу, метанию диска, кулачные бои (лат. agon capitolinus). Стадион изображён на одном из сестерциев Септимия Севера, так как на стадионе проходили праздничные игры по случаю свадьбы сына Каракаллы и Плавтиллы. Ряды для зрителей располагались ярусами, опирающимися на сводчатые конструкции с внешними стенами с аркадами, облицованными травертином. Здесь было множество скульптур, реплик знаменитых древнегреческих статуй. Во внешних арках располагались лавки торговцев, ремесленников, а также бордели. Стадион был известен как Campus или Circus Agonalis — от греческого слова αγων (agōn), означающего соревнование с приложением физических усилий. Впоследствии это слово стало означать легкоатлетические соревнования и дало церкви имя agone.

### Средневековье
Первая церковь на бывшем стадионе (в аркадах, где находился бордель, в который отправили христианку Агнессу:377) была сооружена на месте предполагаемого мученичества святой Агнессы. Впервые эта церковь упоминается в кодексе монастыря Айнзидельн (нем. Einsiedeln).
Надпись об освящении церкви в 1123 г. при папе Каликсте II, сообщает также о реставрационных работах в начале XII в. Части трибун стадиона стали застраивать домами, а арена стала площадью, на которой в том числе проходили бега. Форма арены сохранилась до наших дней, так как фундамент и частично внешние стены стадиона были использованы для средневековых построек. Стадион сохранялся как одно из немногих открытых пространств в средневековом Риме и продолжал использоваться для спортивных игр до 1477 года, когда сюда от подножия Капитолия был перенесен основной городской рынок. Только в 15 веке зрительские ярусы были полностью разрушены и заменены жилыми домами.

### Барокко
В 1470 г. Антонио Памфили купил три дома в юго-восточной части площади. В 1644 г. его потомок Джованни Баттиста Памфили, ставший папой Иннокентием X поручил Джироламо Райнальди и позднее Франческо Борромини построить дворец (палаццо Памфили).
Олимпия Майдальчини, родственница папы, планировала перестроить всю площадь в Forum Pamphilj по примеру античных императорских форумов.
Для этого Борромини продлил до площади античный акведук Девы, так что Бернини смог построить в 1649 г. фонтан четырёх рек, в центре которого был установлен обелиск. Обелиск был найден на территории цирка Макценция на Аппиевой дороге.
Два более старых фонтана — фонтан Мавра и Нептуна, построенные Джакомо делла Порта, были перестроены Бернини. Окончательный облик, однако, они приобрели в XIX в.
В 1652 г. была перестроена церковь Святой Агнессы — Сант-Аньезе-ин-Агоне. Архитекторы, работавшие над проектом — Джироламо и Карло Райнальди, а также Борромини, создавший купол и фасад в 1653—1657 гг. Античные арки были снесены и средневековая церковь практически полностью уничтожена. Церковь должна была стать папской капеллой рядом с дворцом папы — палаццо Памфили, а также местом его захоронения.
После смерти папы Иннокентия форум Памфили так и остался недостроенным. Папа был похоронен без пышных почестей в церкви.

## Использование площади
Площадь являлась излюбленным местом для ярмарок, праздников и отдыха римлян. Так, в Средневековье на ней проходил турнир — Giostra del Saracino. Андреа Фульвио, гуманист эпохи Возрождения, и другие авторы XVI века описывали пышные карнавальные шествия по площади, в 1492 году испанцы устроили большой праздник у своей национальной церкви — Сан-Джакомо-дельи-Спаньоли, после завоевания Гранады:373. Конные состязания (назывались Corsi del Fantino) проходили во время французской оккупации.
В XVII—XVIII веках в выходные в августе для охлаждения в самый жаркий месяц года площадь заливалась: для этого фонтаны намеренно переполнялись водой:376.
В августе 1477 года сюда по приказу камерленго кардинала Guillaume d’Estouteville был перенесён рынок, находившийся ранее у Капитолийского холма, и он просуществовал на площади до 1869 года, когда его переместили на Кампо-деи-Фьори. На рынке, проходившем каждую среду, продавались овощи, фрукты и другие продукты питания.
Сегодня на площади в рождественское время проходит рынок — Befana di piazza Navona, где продаются в основном игрушки. Круглый год площадь посещает множество туристов.

## Постройки на площади

### Церкви
- Сант-Аньезе-ин-Агоне. Церковь по приказу папы Иннокентия X начали строить в 1652 году Джироламо и Карло Райнальди, но через год работу возглавил Борромини. Борромини переделал первоначальный план Райнальди и выстроил фасад с двумя колокольнями по сторонам, выходящий на площадь, а не на улицу Санта-Мария-дель-Анима, как задумывали прежние архитекторы. Он создал центральную часть с мощным куполом. Внутри церкви — пышное барочное убранство с драгоценными камнями, золотом и стукко. От прежних построек в крипте в северо-восточной части церкви сохранилось лишь место мученичества святой и небольшая часть северного нефа[6].
- Санта-Мария-дель-Сакро-Куоре (итал. Nostra Signora del Sacro Cuore, также San Giacomo degli Spagnoli) — титулярная церковь напротив палаццо Памфили. В XII веке церковь была выстроена на руинах стадиона и являлась до 1807 года национальной испанской церковью в Риме[9].

### Фонтаны
На площади находятся три фонтана (ранее на площади находился также и четвёртый фонтан — большая античная мраморная ванна:376):
- фонтан Мавра  — фонтан в южной части площади. Первоначально фонтан был без фигур (конец XVI века), позднее скульптуру мавра изготовил Бернини.[2]:376, остальные фигуры относятся к XIX веку.
- фонтан Нептуна в северной части площади. Фонтан Нептуна, установленный на площади в конце XVI века, также был без скульптур, Нептун и окружающие его фигуры датируются XIX веком.
- В центре площади — фонтан четырёх рек (итал. Fontana dei Quattro Fiumi) работы Бернини, 1647—1651 года: египетский обелиск в окружении статуй, символизирующих главные реки четырёх частей мира — Нил, Ганг, Дунай и Ла-Плату. Над скульптурами по эскизам Бернини работали Франческо Баратта, Антонио Фанчелли, Андреа Ломбардо, Клаудиус Адам. Лев и бегемот изготовлены Лаццаро Морелли также из белого мрамора.

Обелиск (16. 54 метра) был изготовлен в Египте из асуанского гранита по приказу Домициана. Иероглифы были нанесены уже в Риме: гимн императору Домициану и обожествлённым Веспасиану и Титу. После строительства цирка Максенция на Аппиевой дороге, он был установлен посредине арены. Обелиск находился среди развалин цирка до 1651 года, пока папа Иннокентий X не приказал его перенести на площадь.
Античный постамент обелиска так и не был найден. Современный постамент изготовлен из красного гранита. Вершину обелиска украшает металлический голубь с оливковой веточкой — гербовой знак семьи Памфили.
- Фонтан Мавра
- Фонтан Нептуна
- Фонтан четырёх рек (Ганг)
- Фонтан четырёх рек (Обелиск)

### Палаццо
- Палаццо Браски (итал. Palazzo Braschi) — дворец, построенный Козимо Морелли (итал. Cosimo Morelli) для Луиджи Браски Онести, племянника папы Пия VI (Джованни Анджело Браски). Дворец был выстроен в 1792 году на месте палаццо Орсини (1516 год, архитектор — Антонио да Сангалло мл.) и палаццо Caracciolo-Santobono. Работы прекратились во время французской оккупации, окончательно достроен дворец был в 1811 году. Однако семья Браски потеряла своё владение и здание было куплено итальянским правительством в 1871 году (в нём располагалось министерство внутренних дел). После Второй мировой войны до 1949 во дворце жили триста эвакуированных семей. С 1952 года во дворце находится музей Рима[12].На углу дворца находится мраморная статуя Пасквино (II век до н. э., лат. Mastro Pasquino) — одна из римских говорящих статуй. Статуя была найдена при строительных работах в 1501 году и, возможно, украшала стадион Домициана[11]:211.

- Палаццо Памфили (итал. Palazzo Pamphilj) — дворец, построенный в 1650 году по заказу папы Иннокентия X (Джованни Баттиста Памфили). Райнальди занимался фасадом, галерею, большой зал и овальную лестницу спроектировал Борромини. Папа подарил палаццо своей свояченнице Олимпии Майдальчини. С 1920 года во дворце размещается бразильское посольство.
- Палаццо Торрес Ланчелотти (итал. Palazzo Torres Lancelotti) — построен в 1552 году Пирро Лигорио для Людовико де Торрес из Малаги, архиепископа Салерно.
- Палаццо де Купис (итал. Palazzo de Cupis) — выстроено в 1450—1520 года по заказу Джованни Доменико и Бернардино де Купис.
- (итал. Palazetto del Vignola)
- (итал. Palazzo del Pio Istituto di S. Spirito ed ospidali riuniti)
- (итал. Palazzo Giovannola)
- (итал. Palazzo Serafini Scaretti)

- Палаццо Браски
- Палаццо Памфили
- Палаццо Serafini Scaretti (слева) и Edificio di proprietà degli Stabilimenti Spagnoli (справа)[13]
- Фонтан Нептуна и Palazzo Giovannola (узкое здание посредине)[14]
- Палаццо Торрес Ланчелотти (справа)

## Музеи
- Развалины античного стадиона можно увидеть со стороны Piazza di Tor Sanguigna (дом 13)[15].
- В палаццо Браски расположен музей Рима (итал. Museo di Roma), посвящённый средневековой и современной жизни города Рима (до середины XX века)[16] с коллекциями фотографии, графики и рисунков (в том числе XVI—XVIII веков, изображающие светские и религиозные церемонии и события), старых книг, мебели, фрески и мозаики, средневековая керамика, одежда и гобелены, скульптура (Средневековье — барокко).